# Las Nieves, Puebla
Las Nieves är en ort i Mexiko.   Den ligger i kommunen Acatlán och delstaten Puebla, i den sydöstra delen av landet, 180 km sydost om huvudstaden Mexico City. Las Nieves ligger 1 180 meter över havet och antalet invånare är 1 290.
Terrängen runt Las Nieves är kuperad österut, men västerut är den platt. Las Nieves ligger nere i en dal. Runt Las Nieves är det ganska tätbefolkat, med 75 invånare per kvadratkilometer. Närmaste större samhälle är Acatlán de Osorio, 2,1 km norr om Las Nieves. I omgivningarna runt Las Nieves växer huvudsakligen savannskog.